# Đông An, Văn Yên
Đông An là một xã thuộc huyện Văn Yên, tỉnh Yên Bái, Việt Nam.

## Địa lý
Xã Đông An nằm ở trung tâm huyện Văn Yên, có vị trí địa lý:
- Phía đông giáp xã Đông Cuông
- Phía tây giáp xã Phong Dụ Hạ
- Phía nam giáp xã Xuân Tầm và xã Tân Hợp
- Phía bắc giáp xã An Bình và xã Châu Quế Hạ.

Xã Đông An có diện tích 40,29 km², dân số năm 2019 là 5.939 người, mật độ dân số đạt 147 người/km².

## Lịch sử
Trước đây, Đông An là một xã thuộc huyện Văn Bàn.
Ngày 16 tháng 12 năm 1964, Chính phủ ban hành Quyết định số 177-CP, điều chỉnh xã Đông An thuộc huyện Văn Bàn (nay thuộc tỉnh Lào Cai) về huyện Văn Yên mới thành lập.